# Contea di Baqên
Baqên (巴青县T}; 巴青县S; Bāqīng XiànP) è una contea cinese della prefettura di Nagchu nella Regione Autonoma del Tibet. Il capoluogo è la città di Baqên. Nel 1999 la contea contava 35 585 abitanti. Si trova nel nord-est  del Tibet e confina con il Qinghai.

## Società

### Etnie e minoranze straniere
Nel 2000 la popolazione della contea era così suddivisa a livello etnico:
| Etnia    | Popolazione | Percentuale |
| -------- | ----------- | ----------- |
| Tibetani | 35.691      | 99,43%      |
| Han      | 174         | 0,48%       |
| Bai      | 11          | 0,03%       |
| Altri    | 19          | 0,05%       |

## Geografia antropica

### Centri abitati
- Laxi 拉西镇 (comune)
- Ya'an 雅安镇 (comune)
- Zhase 扎色镇 (comune)
- Jiangmian 江绵乡 (villaggio)
- Gemeinde Baqing 巴青乡 (villaggio)
- Gongri 贡日乡 (villaggio)
- Maru 玛儒乡 (villaggio)
- Axiu 阿秀乡 (villaggio)
- Gangqie 岗切乡 (villaggio)
- Benta 本塔乡 (villaggio)

## Economia
La principale industria è quella del bestiame che include la produzione del muschio. Inoltre, sono ottenute erbe e funghi  utilizzati nella medicina tradizionale, tra cui la Fritillaria imperiale e la Ophiocordyceps sinensis.